# 深向院
深向院（しんこういん）は、山梨県南アルプス市宮沢に所在する寺院。曹洞宗寺院で山号は天沢山、本尊は釈迦如来。新光院、真光院とも言われる。末寺に松雲院がある。

## 概要

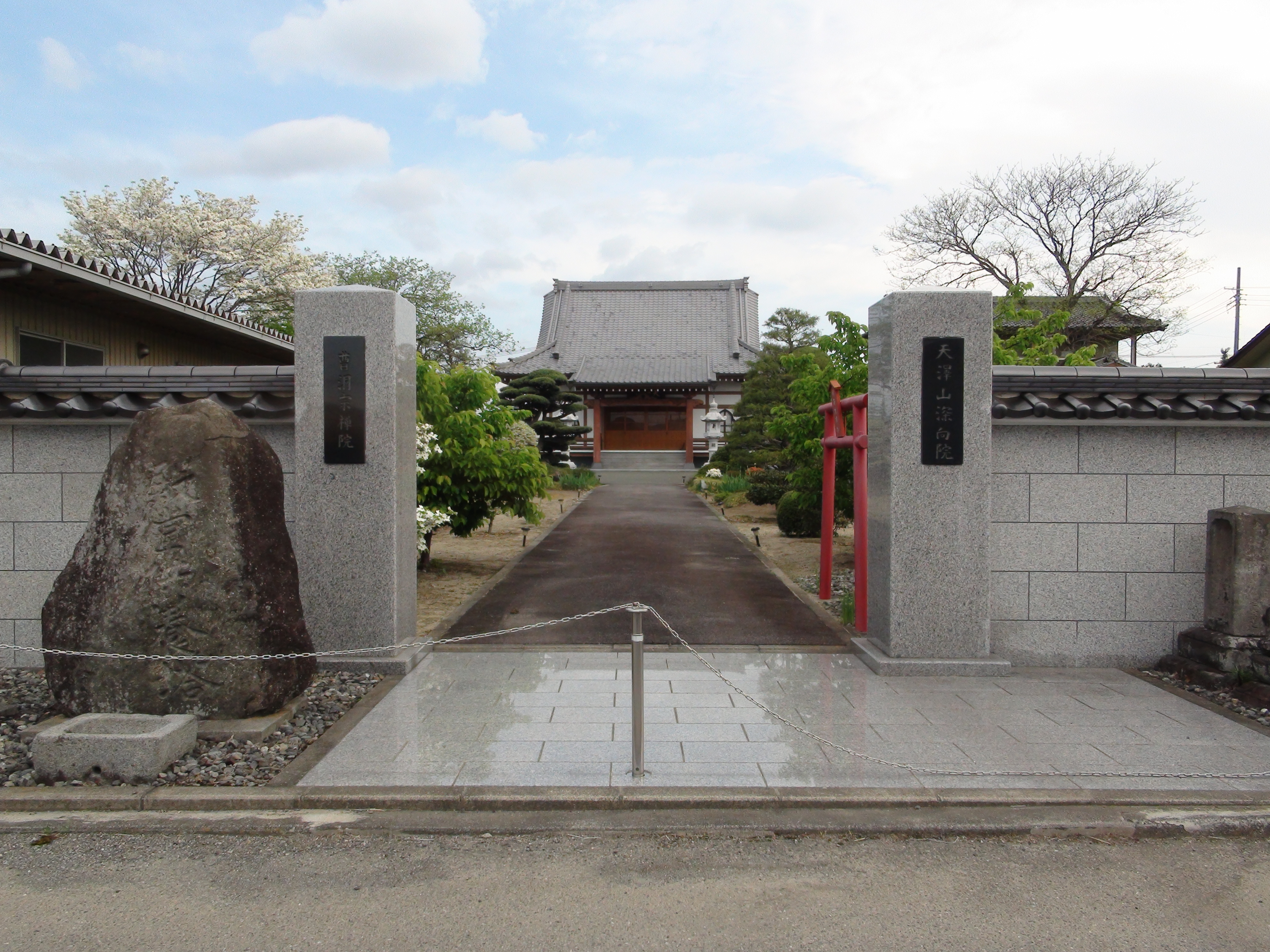
境内

所在する南アルプス市宮沢は甲府盆地西部に位置する。中世には甲府盆地南西端から富士川町、市川三郷町黒沢一帯にあたる大井荘の荘域で、平安時代後期から鎌倉時代には甲斐源氏・加賀美氏の一族である秋山氏が進出した。近世には宮沢村が所在し、字東宮沢の宮沢中村遺跡は鎌倉・江戸期の集落遺跡として知られる。一帯は水害を受けやすい低地であるため、明治期には集落の全村移転が行われた。
深向院はもと甲府・興因寺（甲府市下積翠寺町）の末寺で、寺伝に拠れば前身は平安時代の天長年間に空海が創建した真言宗寺院で、平安後期に甲斐源氏・武田氏の一族である武田信光が信光寺と改めたという。江戸後期の『甲斐国志』に拠れば、室町時代の応永年間には盆地西部に勢力を持った大井春信（修理大夫）が再興する。
戦国時代の天文年間には武田信玄・勝頼の側近である跡部勝資（大炊助）が甲府興因寺五世の玄紹宗黄を招いて中興し、曹洞宗寺院に改宗されたという。『甲斐国志』によれば、三世の両月玄恵（りょうげつげんけい）は跡部勝資の叔父であるという。
天正5年（1577年）6月10日には武田氏から寺領安堵など五箇条の条目を受け、跡部勝資が奏者を務めている（「深向院文書」）。『甲斐国志』によれば、天正6年（1578年）には本山の興因寺と信濃禰津定津院（長野県東御市）の間で最乗寺輪番を巡る相論が発生し、両月玄恵は跡部勝資を通じて勝頼から同心100人を借り受けるが同年9月28日に合戦において討死し、相論は興因寺が勝訴したという。
武田氏の滅亡後は甲斐を領有した徳川氏から寺領安堵を請ける。
本尊の釈迦如来は山梨県指定文化財。1971年（昭和46年）2月26日指定。